# Villeret (Zwitserland)
Villeret is een gemeente en plaats in het Zwitserse kanton Bern, en maakt deel uit van het district Jura bernois.
Villeret telt 923 inwoners.